# اسماعیل‌آباد (قزوین)
اسماعیل‌آباد، یکی از شهرک‌های کلانشهر قزوین است که در همسایگی شهرک عظیمیه واقع شده این شهرک تا قبل از به وجود آمدن شهرک عظیمیه یک روستا بود که الان به شهرک تبدیل شده و زیر نظر شهرداری قزوین است.

## جمعیت
این روستا در دهستان اقبال غربی قرار دارد و براساس سرشماری مرکز آمار ایران در سال ۱۳۸۵، جمعیت آن ۲٬۱۵۹ نفر (۴۹۷خانوار) بوده‌است.